# Michel Schetter
Michel Schetter, né le 26 septembre 1948 à La Louvière (Belgique) et mort le 10 janvier 2025 à Saint-Cast-le-Guildo (Bretagne) est un auteur de bandes dessinées (scénariste, dessinateur, et coloriste), peintre et écrivain.

## Biographie
Avant de devenir dessinateur, Michel Schetter travaille dans l'enseignement et dans le milieu bancaire.
Il débute dans la bande dessinée en 1973 au sein de l'équipe de l’hebdomadaire Spirou avec une Belle histoire de l'Oncle Paul. Puis il collabore avec Tibet, réalisant les couleurs de Ric Hochet, Chick Bill et Le Club des « Peur-de-Rien »,.
De 1976 à 1981, pour le Journal de Tintin, il illustre de courts récits réalistes. Les Années de feu, une série d'histoires courtes, deviennent la publication en premier album de Schetter aux Éditions du Lombard, en 1982.
À partir de 1983, Michel Schetter crée, en tant que scénariste et dessinateur, pour le compte des éditions Glénat, avec pré-publication dans le mensuel Circus, les huit premiers albums de la série Cargo. En parallèle, il dessine La Dernière Auberge, paru aux éditions Bédéscope, qui publie également Le Château d'Ichor (1984) et Le Boulevard de Marylin (1985). Il scénarise également pour le magazine Vécu les deux volets de la série Yérushalaïm, dessinés par Emmanuel Moynot.
En 1986, revenant à Circus, Michel Schetter créé Berlin. En 1990, il prend la décision de s'éditer seul. Sous son label indépendant, il crée la collection « Yin Yang », sept récits indépendants les uns des autres. À partir de 1997, il reprend Cargo et Berlin. Certains de ces albums ont fait l'objet d'une nouvelle édition, remaniée, chez Schetter éditeur. En 2005 paraît Sabre au clair, son autobiographie,.
Il meurt le 10 janvier 2025 dans sa commune de résidence depuis 2009, Saint-Cast-le-Guildo, à l'âge de 76 ans.

## Œuvre

### Bande dessinée comme auteur et éditeur
- Les Années de feu : 1933-1945, Éditions du Lombard, coll. « Histoires de l'histoire », Bruxelles, 1982, 71 p.  (ISBN 2-8036-0015-3)
- La Dernière Auberge, Bédéscope, 1982, 46 p. Michel Schetter
- Le Château d'Ichor, Bédéscope, 1984, 46 p. Michel Schetter
- Le Boulevard de Marilyn, Bédéscope, 1984, 46 p. Michel Schetter

#### SérieBerlin
Publiée préalablement chez Glénat.
1. Les Plumes de l'argus, Glénat, Grenoble, 1985, 47 p.  (ISBN 2-7234-0635-0)
2. Le Funambule, Glénat, Grenoble, 1987, 47 p.  (ISBN 2-7234-0856-6)

#### SérieCargo
- 1er cycle en quatre albums

1. L'Écume de Surabaya, Glénat, Grenoble, 1984, 48 p.  (ISBN 2-7234-0384-X),réédition : Schetter éditeur, La Louvière, 2000, 47 p.  (ISBN 2-87366-008-2).
2. Le Coffre de Box-Calf, Glénat, Grenoble, 1984, 47 p.  (ISBN 2-7234-0465-X)réédition : Schetter éditeur, La Louvière, 2000, 47 p.  (ISBN 2-87366-009-0)
3. Princesse de lune, Glénat, Grenoble, 1985, 47 p.  (ISBN 2-7234-0542-7)réédition : Schetter éditeur, La Louvière, 2004, 48 p.  (ISBN 2-87366-010-4)
4. Le Mata-Hari, Glénat, Grenoble, 1987, 48 p.  (ISBN 2-7234-0765-9)

#### Cycle d'albums indépendants
- Le Sextant, Glénat, Grenoble, 1988, 47 p.  (ISBN 2-7234-0986-4)réédition : Schetter éditeur, La Louvière, 1997, 48 p.  (ISBN 2-87366-005-8)
- Le Judas de Shanghaï , Glénat, Grenoble, 1989, 48 p.  (ISBN 2-7234-1076-5)
- Le Baron Do, Glénat, Grenoble, 1990, 47 p.  (ISBN 2-7234-1124-9)
- Monsieur Parker, Glénat, Grenoble, 1990, 47 p.  (ISBN 2-7234-1283-0),réédition : Schetter éditeur, 1998, 48 p.  (ISBN 2-87366-006-6).
- L'Octopus de Venise, Schetter, La Louvière ; Saint-Cast-le-Guildo 2004, 45 p.  (ISBN 2-87366-012-0),nouvelle création quatorze ans après Monsieur Parker. Schetter éditeur.

#### CollectionYin Yang
Des romans de bandes dessinées, indépendants les uns des autres, où chaque fiction, policière, d'épopée, se déroule dans des contextes historiques et géographiques.
- Les Lettres de Pearl, Schetter, 1991
- Le Galop de l'Hippocampe, Schetter, 1992
- La Société du Sablier, Schetter, 1993  (ISBN 2-87366-002-3)
- L'Huis de Marie, Schetter, 1994, 48 p.  (ISBN 2-87366-003-1)
- Deux satans bleus, Schetter, 1996, 48 p.  (ISBN 2-87366-004-X)
- Le Maître Ginkgo, Schetter, 1999, 48 p.  (ISBN 2-87366-007-4)
- L'Héritage des Vénus, Schetter, 2002, 48 p.  (ISBN 2-87366-011-2)

### Bande dessinée comme scénariste

#### SérieYérushalaïm
Textes de Michel Schetter, dessins d'Emmanuel Moynot
1. Shoshik, Glénat, coll. « Vécu », Grenoble, 1985, 47 p.  (ISBN 2-7234-0609-1)
2. L'Hiver de Faust, Glénat, coll. « Vécu », Grenoble, 1986, 46 p.  (ISBN 2-7234-0762-4)

### Autobiographie
- Sabre au clair, Schetter éditeur, Saint-Cast-le-Guildo, 2005, 256 p.  (ISBN 2-87366-013-9)